# Chelsea Football Club 1993-1994
Questa voce raccoglie le informazioni riguardanti il Chelsea Football Club nelle competizioni ufficiali della stagione 1993-1994.

## Stagione
La prima stagione del Chelsea con Glenn Hoddle nelle vesti di allenatore-giocatore vide la squadra raggiungere il quattordicesimo posto in Premier League e soprattutto la finale di FA Cup, conclusasi con la sconfitta da parte del Manchester United per 4-0. Nonostante ciò i blues si qualificarono in Coppa delle Coppe grazie alla vittoria del campionato da parte dei red devils che ebbero quindi accesso alla Champions League.

## Maglia e sponsor
A inizio stagione viene apportata una modifica alla prima divisa della squadra, che consiste nell'eliminazione quasi totale del bianco, sostituito dal rosso (presente sul colletto e ai bordi della maglia). La divisa da trasferta introdotta nella stagione precedente viene confermata mentre viene aggiunta una terza divisa di colore giallo con strisce sottili nere. Lo sponsor tecnico è Umbro mentre quello ufficiale è Amiga.
| Casa | Trasferta | Terza divisa |

## Rosa
| N. |                             | Ruolo | Calciatore       |
| -- | --------------------------- | ----- | ---------------- |
| 1  | Russia (bandiera)           | P     | Dmitri Kharine   |
| 13 | Inghilterra (bandiera)      | P     | Kevin Hitchcock  |
| 12 | Scozia (bandiera)           | D     | Steve Clarke     |
| 15 | Irlanda del Nord (bandiera) | D     | Mal Donaghy      |
| 26 | Scozia (bandiera)           | D     | Andy Dow         |
| 28 | Inghilterra (bandiera)      | D     | Michael Duberry  |
| 14 | Galles (bandiera)           | D     | Gareth Hall      |
| 5  | Norvegia (bandiera)         | D     | Erland Johnsen   |
| 35 | Danimarca (bandiera)        | D     | Jakob Kjeldbjerg |
| 4  | Inghilterra (bandiera)      | D     | David Lee        |
| 3  | Inghilterra (bandiera)      | D     | Andy Myers       |
| 6  | Inghilterra (bandiera)      | D     | Frank Sinclair   |
| 2  | Galles (bandiera)           | C     | Darren Barnard   |

| N. |                        | Ruolo | Calciatore      |
| -- | ---------------------- | ----- | --------------- |
| 24 | Scozia (bandiera)      | C     | Craig Burley    |
| 20 | Inghilterra (bandiera) | C     | Glenn Hoddle    |
| 27 | Scozia (bandiera)      | C     | David Hopkin    |
| 8  | Inghilterra (bandiera) | C     | Damian Matthew  |
| 18 | Inghilterra (bandiera) | C     | Eddie Newton    |
| 10 | Inghilterra (bandiera) | C     | Gavin Peacock   |
| 17 | Inghilterra (bandiera) | C     | Nigel Spackman  |
| 11 | Inghilterra (bandiera) | C     | Dennis Wise     |
| 9  | Irlanda (bandiera)     | A     | Tony Cascarino  |
| 16 | Scozia (bandiera)      | A     | Robert Fleck    |
| 19 | Inghilterra (bandiera) | A     | Neil Shipperley |
| 7  | Scozia (bandiera)      | A     | John Spencer    |
| 21 | Sudafrica (bandiera)   | A     | Mark Stein      |

## Statistiche

### Statistiche di squadra
| Competizione        | Punti | Totale | Totale | Totale | Totale | Totale | Totale | DR |
| Competizione        | Punti | G      | V      | N      | P      | Gf     | Gs     | DR |
| ------------------- | ----- | ------ | ------ | ------ | ------ | ------ | ------ | -- |
| First Division      | 51    | 42     | 13     | 12     | 17     | 49     | 53     | -4 |
| FA Cup              | -     | 8      | 5      | 2      | 1      | 13     | 10     | +3 |
| Football League Cup | -     | -      | -      | -      | -      | -      | -      |    |
| Totale              |       | -      | -      | -      | -      | -      | -      |    |